# Буксир

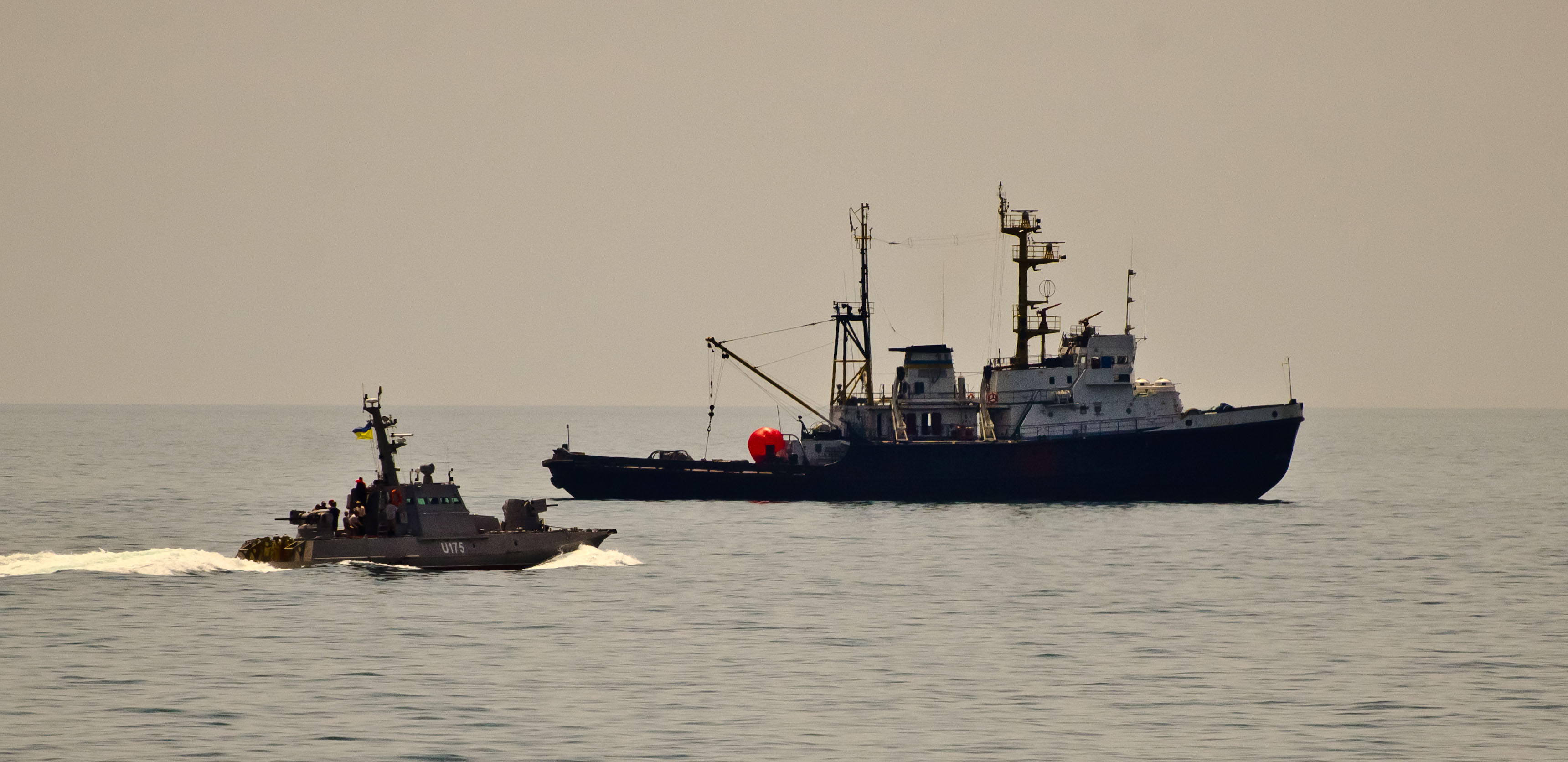
Морський буксир ВМС України «Корець» (праворуч) і МБАК «Бердянськ»

Букси́рне судно, букси́р (від нід. boegseren, МФА: [buxˈseːrə(n)] — «тягнути, тягти») — службово-допоміжне судно, призначене для водіння несамохідних, або тих що втратили хід, плавзасобів та плавучих споруд, а також надання допомоги кораблям і суднам, що зазнали біди в морі.

## Історія виникнення

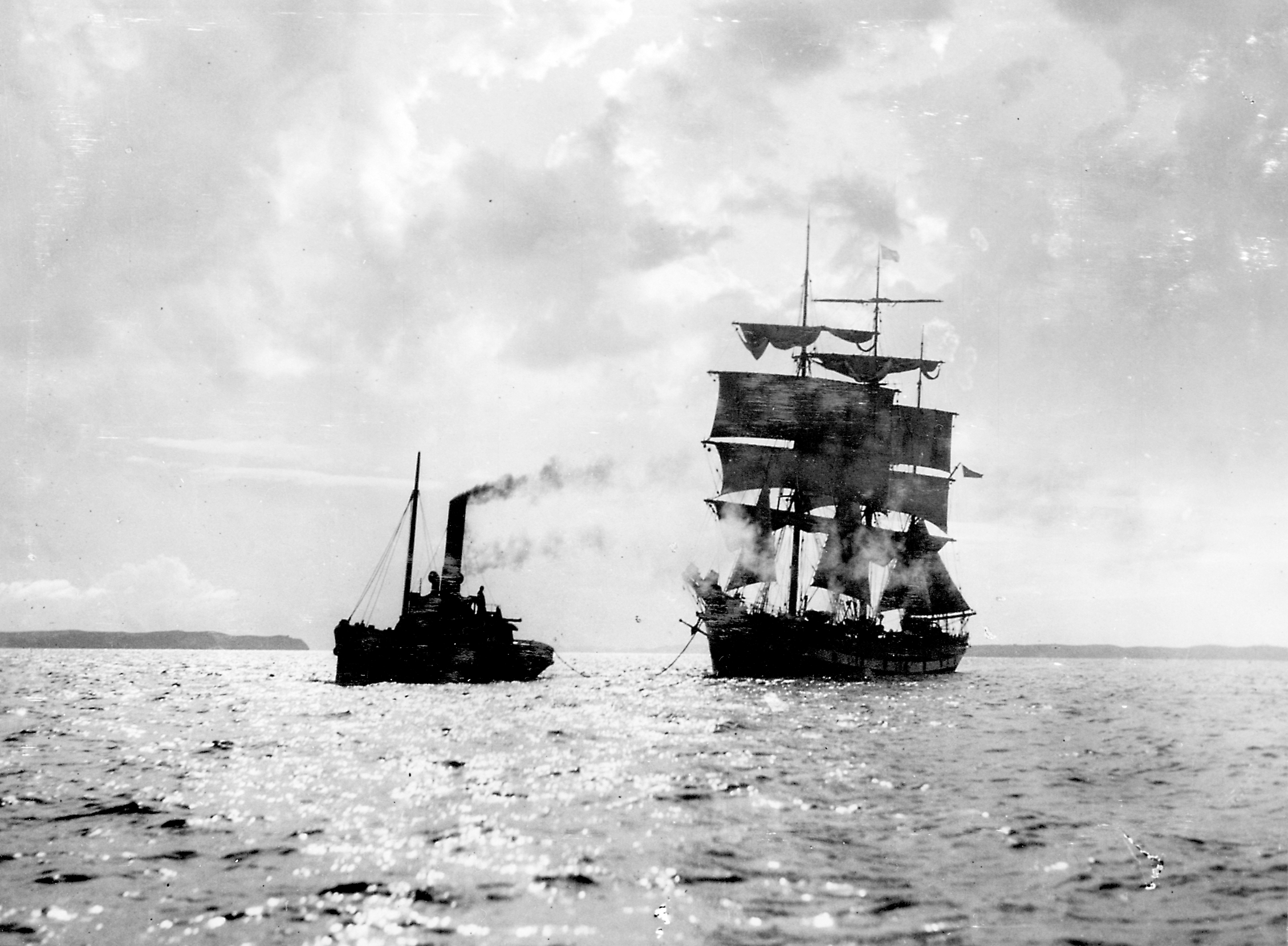
Буксирування вітрильника паровим буксиром

Поява буксирів як окремого класу суден витікає від початку практичного застосування корабельних парових машин, що дозволило вирішити проблему переміщення вітрильників в безвітряну погоду, безпечного маневрування в районі портів і гаваней, а також переміщення вантажів проти течії річок, що не можна було ефективно зробити в інший спосіб.
У 1736 році англієць Джонотан Гулльс побудував одне з перших парових суден — прообраз буксира, який назвав «машиною для буксирування суден в гавані та з гаваней, портів або річок, проти вітру, приливу або в безвітряну погоду». Через малу потужність і низьку надійність тогочасних парових машин експеримент Гулльса не дав позитивного результату і подальшого розвитку не отримав. У 1788 році, після успішних випробувань в Англії колісного пароплава, інженер Вільям Саймінгтон побудував буксир «Шарлотта Дундас», який водив баржі водотоннажністю 70 тонн зі швидкістю понад 3 вузли (близько 6 км/год). Перші буксири з'явились на початку XIX століття, втім, масове будівництво портових буксирів почалася тільки після 1850 року, коли англійський буксир «Вікторія» вперше показав успішну роботу з введення і виведення з портів великих морських суден. Річкові ж буксири почали масово застосовуватись тільки в останній чверті XIX століття з вдосконаленням парових машин — їх потужність на лінійних буксирах, що використовувалися на великих річках, стрімко росла, перевищивши 1000 к.с., як рушії в них застосовувалися гребні колеса. У 1892 році буксирами вперше проведене складне буксирування трьох барж між портами на відстань 350 миль, а у 1896 році два буксири вперше здійснили транспортування плавучого дока через Атлантичний океан.

## Особливості конструкції
На відміну від інших видів суден для буксира однією з найважливіших характеристик є не швидкість, а тяга або упор, тобто сила, з якою він може впливати на плавзасіб, що буксирується. Буксири відрізняються малою довжиною, що забезпечує необхідні маневрові якості, високими тяговими показниками, великою остійністю і підвищеною міцністю корпусу, наявністю на борту спеціальних пристроїв для буксирування та штовхання.
Щоб отримати високий коефіцієнт корисної дії рушія, на буксири, як правило, встановлюються великі гребні гвинти, здатні відкидати значну масу води з відносно невисокою швидкістю. Відмінною рисою морських буксирів є те, що при невеликих розмірах вони мають глибоку осадку — це необхідно для того, щоб під час транспортування високобортних суден, особливо у вузинах, де судна пов'язані короткими тросами, гвинти не «оголювалися», а постійно залишалися під водою. Портові буксири для забезпечення високої маневреності оснащуються гвинторульовими колонками зі змінним напрямом сили упору гвинта.
Буксирні судна оснащуються буксирним пристроєм, який забезпечує буксирування плавзасобів. Основними конструктивними вузлами буксирного пристрою є буксирний гак, буксирна лебідка, на барабан якої намотується буксирний трос, і буксирні арки, що направляють і обмежують рух буксирного троса. Буксирний пристрій зазвичай розташоване поблизу центру тяжіння, щоб буксир міг маневрувати при натягу буксирного каната. Буксирний гак, за який чіпляється канат, закріплений на буксирні арки, що дозволяє йому вільно переміщатися з борта на борт. Через те, що буксири часто працюють з об'єктами великої маси, які мають значні сили інерції, а поперечний натяг або ривки буксирного каната можуть призвести до перекидання буксира, буксирний гак оснащують пристроєм швидкого дистанційного скидання каната і амортизаційними пристроями. Для цієї ж цілі буксирні лебідки оснащують пристроями стравлювання троса при надмірному натягу, таким чином буксирна лебідка дозволяє змінювати довжину буксирного каната, забезпечуючи на звивистому судновому ходу при малій довжині каната необхідну керованість, а на прямому судновому ходу — зменшувати опір за рахунок збільшення довжини буксирного каната. Буксирний гак використовується при відмові буксирної лебідки. Буксири-штовхачі, крім буксирного пристрою, оснащуються зчіпним або автозчіпним пристроєм, який забезпечує жорстке зчеплення носової частини судна з кормовою частиною составу. Штовхачі обладнуються тільки зчіпним чи автозчіпним пристроєм. Конструкція зчіпних і автозчіпних пристроїв різноманітна: у річкових і озерних умовах буксири-штовхачі і штовхачі обладнуються переважно однозамковими або двозамковими автозчепами, які забезпечують зчеплення замків клешневого типу, встановлених на одному судні, з вертикальними рейками, укріпленими на торцевій частині (транці) іншого судна. На морських баржобуксирних составах зчіпка штовхача і баржі здійснюється за допомогою потужних гідравлічних зчепів, що забезпечують можливість взаємних нахилів штовхача і баржі щодо загальної горизонтальній осі. На портових буксирах застосовуються вакуумні зчепи. Ці буксири оснащуються також маніпуляторами для захоплення буксирного каната.
Ходова рубка буксира, часто робиться на великій висоті, що забезпечує круговий огляд, а також огляд вгору, необхідний для обслуговування високобортних суден. На деяких буксирах-штовхачах рубка може підніматися і опускатися, що полегшує огляд вище розташованого на баржах вантажу і одночасно забезпечує вільний прохід під мостами. Буксири-кантувальники мають збільшені еластичні відбійні і кранцеві пристрої для пом'якшення ударів при зіткненні з бортами інших суден.

Конструкція буксира: 1 — топовий вогонь, 2 — щогла, 3 — прапор, 4 — сирена, 5 — антена, 6 — сигнальний прожектор, 7 — димар, 8 — місток, 9 — осклення рубки, 10 — релінги, 11 — трап, 12 — рятувальний круг, 13 — носовий бітенг, 14 — кабестан, 15 — буксирний гак, 16 — буксирний трос, 17 — головна палуба, 18 — люк, 19 — буксирна арка, 20 — фальшборт, 21 — кранець, 22 — ніс, 23 — перо стерна, 24 — насадка Корта, 25 — гребний гвинт, 26 — гребний вал, 27 — корпус

## Класифікація буксирів

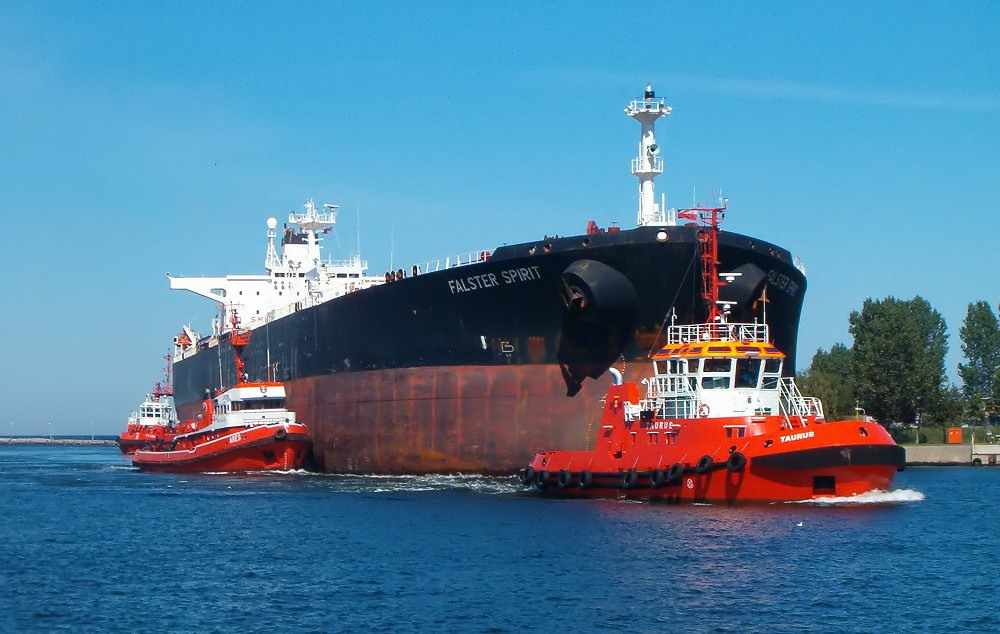
Буксири-кантувальники за роботою

### За способом водіння плавзасобів
- Буксирувальники — буксирні судна, які тягнуть буксировані плавзасоби за собою на тросі, що закріплений на буксирному гаку або буксирній лебідці;
- Буксири-штовхачі, пристосовані для водіння плавзасобів чи составів з них попереду себе штовханням. Вони мають в носовій частині спеціальні зчіпний і опорний пристрої для штовхання буксируваного несамохідного плавзасобу безпосередньо перед собою в корму. Буксири-штовхачі з баржами складають основу вантажного флоту на внутрішніх водних шляхах багатьох держав;
- Буксири-кантувальники (портові та рейдові), які використовуються в акваторії портів, гаванях та корабельнях для забезпечення швартування, транспортування, обколки криги та іншої портової роботи.

### За районом використання

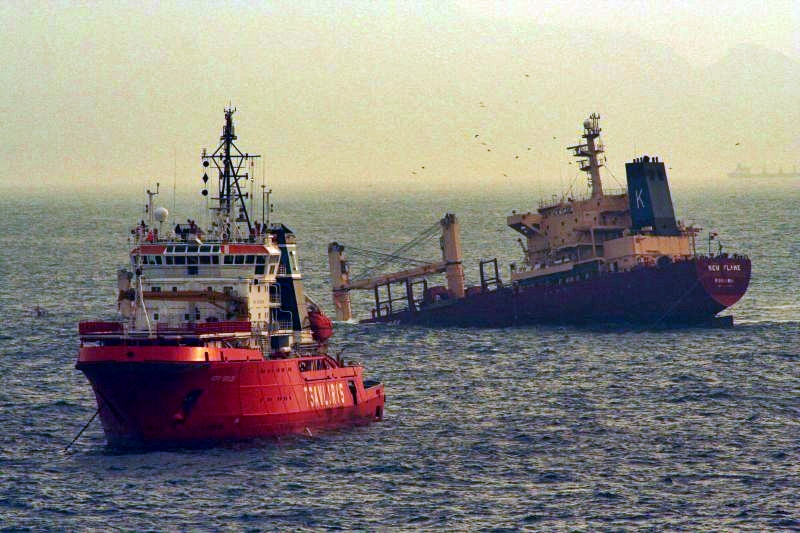
Рятувальний буксир надає допомогу суховантаж типу Panamax

- Океанські — призначені для надання допомоги кораблям і суднам, що зазнали біди в океані чи дальній морській зоні, буксирування плавзасобів на великі відстані. Мають тоннажність понад 1000 тон, енергетичну установку потужністю понад 4000 кВт (6 тис. к.с.);
- Морські — призначені для проведення аварійно-рятувальних робіт у відкритому морі, буксирування в морі кораблів і суден, що не мають ходу. Тоннаж до 1000 тон, потужність силової установки до 3000 кВт (4 тис. к.с.);
- Рейдові — призначені для буксирування і кантування (штовхання в борт) великих кораблів і суден в портах і на рейдах для забезпечення їх вводу в порт, швартування до причалів, чи їх вихід в море. Мають тоннаж до 600 тонн, потужність до 500 кВт (680 к.с.);
- Портові — призначені для буксирування (перестановки, переміщення) несамохідних плавзасобів чи суден в портах. Мають допоміжні рушії, що підвищують маневреність, як то активні рулі, поворотні висувні колонки, підрулювальні пристрої тощо. Тоннажність до 300 тон, потужність до 500 кВт;
- Річкові (внутрішнього плавання) — призначені для буксирування або штовхання составів барж, плотів, та інших плавзасобів на річках, озерах, каналах. Тоннажність до 300—500 тонн і більше, потужність понад 700 кВт (0,9 к.с.).

### За призначенням
- Рятувальні — це океанські або морські буксири, які мають необхідне обладнання для надання допомоги кораблям і суднам, що зазнали біди в боротьбі з пожежами, надходженням води, а також зняття їх з мілини чи рифів та буксирування в безпечне місце. Найбільш потужні рятувальні буксири мають тягу на гаку до 1-1,25 МН, швидкість ходу — до 17-20 вузлів, велику автономність (20-40 діб) і дальність плавання (10-20 тис. миль);
- Лінійні — призначені для буксирування в морі кораблів і суден, що не мають ходу, плавзасобів на великі відстані. Їх відрізняють високі морехідні якості, насиченість радіонавігаційним обладнанням, велика, як у рятувальних буксирів, автономність і дальність плавання;
- Портові — буксирувальники, штовхачі, кантувальники, що використовуються в акваторії портів та на рейдах. Особливістю портових буксирів є відносно невеликі розміри, висока енергоозброєність (30-50 Вт/кН), невелика автономність плавання (3-5 діб), висока маневреність при малій швидкості.

В багатьох країнах переобладнані та озброєні морські і океанські буксири використовуються як сторожові кораблі морської охорони і прикордонної служби.